# Jean-Paul Gschwind
Jean-Paul Gschwind, né le 31 octobre 1952 à Porrentruy (originaire de Damphreux), est une personnalité politique suisse, membre du Parti démocrate-chrétien. Il est député du canton du Jura au Conseil national de 2011 à 2023.

## Biographie
Originaire de Damphreux, fils d'un hôtelier et d'une maîtresse de maison née Meyer, Jean-Paul Gschwind naît le 31 octobre 1952 à Porrentruy,.
Après sa maturité au Collège Saint-Charles à Porrentruy, il obtient un diplôme de médecine vétérinaire à l’Université de Berne en 1977 et ouvre son propre cabinet en 1979. Il exerce sa profession de vétérinaire jusqu'en 2015.
Jean-Paul Gschwind est marié à Claire Michoud, nurse. Ils ont cinq enfants. Il a le grade de soldat à l'armée et vit à Courchavon, où ses grands-parents s'étaient installés et ses parents sont nés.

## Parcours politique
Jean-Paul Gschwind  adhère au Parti démocrate-chrétien (PDC) en 1970. Il préside la section locale du parti, puis devient maire de Courchavon de 1993 à 2004. Il y est remplacé par son cousin, puis par son frère.
Membre de la présidence cantonale du PDC, il est député au Parlement jurassien de 2007 à 2011.
En 2011, il est élu au Conseil national, parvenant à récupérer le siège perdu par le PDC quatre ans plus tôt au profit de l'UDC Dominique Baettig. Il est réélu le 18 octobre 2015 et le 20 octobre 2019. Il siège au sein de la Commission des finances (CdF) et, de 2011 à 2019, à la Commission judiciaire (CJ), qu'il préside de 2017 à 2019. Il ne se représente pas pour un quatrième mandat aux élections d'octobre 2023.

### Positionnement politique
Catholique pratiquant, ancien président de paroisse, défenseur du maintien du C de chrétien au nom de son parti, « farouchement » opposé au mariage homosexuel et membre d'un comité bourgeois ayant récolté une partie des signatures à l'appui de la demande de référendum, Jean-Paul Gschwind est un représentant de l'aile conservatrice du PDC. Selon le journal Le Temps, il est « conservateur pour ce qui a trait à la sécurité, à l’ordre, aux mœurs, mais ouvert vers l’étranger et les migrations » et souffre d'un manque de charisme.